# Lepidocaryum
Lepidocaryum é um género botânico monotípico do espécie Lepidocaryum tenue (nomes comuns: carandaí, caranaí, ou buritizinho), pertencente à família Arecaceae.